# Tschingelfirn

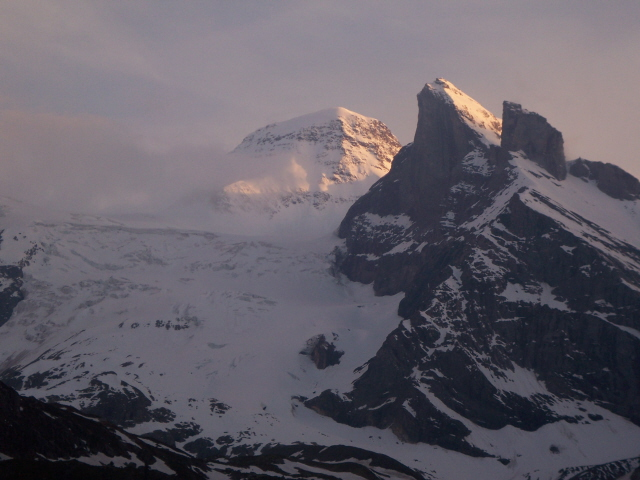
Tschingelhorn, Ausgangspunkt des Wetterlückengletschers (links vom Berg) und des Tschingelfirns (rechts vom Berg)

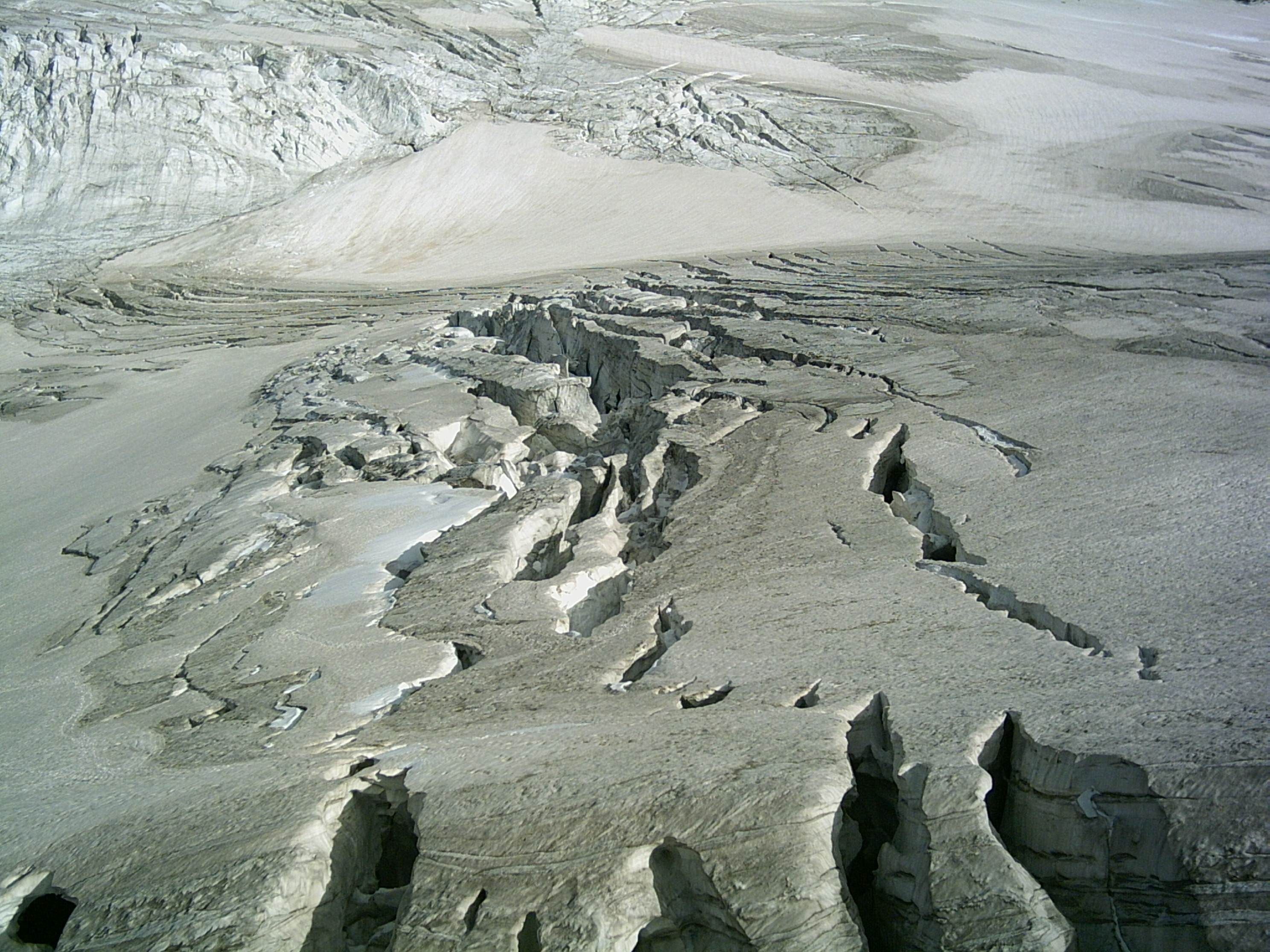
Tschingelfirn im oberen Teil von der Mutthornhütte her gesehen

Der Tschingelfirn ist ein Talgletscher am Nordabhang der Berner Alpen, im Kanton Bern der Schweiz. Er hat eine Länge von 3,5 km, ist bis zu 2 km breit und bedeckt eine Fläche von etwas über 5 km².

## Lage
Seinen Ausgangspunkt nimmt der Tschingelfirn an der Nordwestflanke des Tschingelhorns auf über 3300 m. Zunächst fliesst der Gletscher nordwärts steil den Hang hinunter. Im Tal stösst ein weiterer Arm von der Ostflanke der Blüemlisalp hinzu. Danach bewegt sich der Tschingelfirn nach Osten, wobei er im Norden vom markanten Felsgrat des Gspaltenhorns und des Tschingelspitzes flankiert wird. Die Gletscherzunge befindet sich derzeit auf einer Höhe von rund 2200 m. Sie entwässert in die Tschingel-Lütschine, welche sich später mit einem weiteren Quellbach zur Weissen Lütschine vereinigt und durch das Lauterbrunnental zum Brienzersee fliesst.
Gegen Westen hat der Tschingelfirn nördlich und südlich des Mutthorns über firnbedeckte Pässe (Tschingelpass) Verbindung mit dem Kanderfirn.

## Entwicklung
Während des Hochstadiums der Kleinen Eiszeit um die Mitte des 19. Jahrhunderts war die Gletscherzunge des Tschingelfirns (auch Tschingelgletscher) mit derjenigen des Breithorngletschers verbunden. Durch die Gletscherschmelze ist dieser westliche Teil des Breithorngletschers heute fast vollständig abgetrennt und wird Wetterlückengletscher genannt. Dieser Gletscher erstreckt sich über eine Länge von 2 km an der Ostflanke des Tschingelhorns.
| Jahr         | 1850 | 1973 | 1999/2000 | 2013        |
| Fläche (km²) | 7,5  | 6,2  | 5,5       | 5,05 (2018) |
| Länge (km)   | 5,8  | 3,7  | 3,7       | 3,5         |

## Weiteres
Auf einem Felsvorsprung des Mutthorns steht auf 2900 m die Mutthornhütte des Schweizer Alpen-Clubs SAC, die nur über Gletscher, entweder vom Gasterntal oder vom Lauterbrunnental her zu erreichen ist.